# Église Santa Maria di Bellavista de Naples

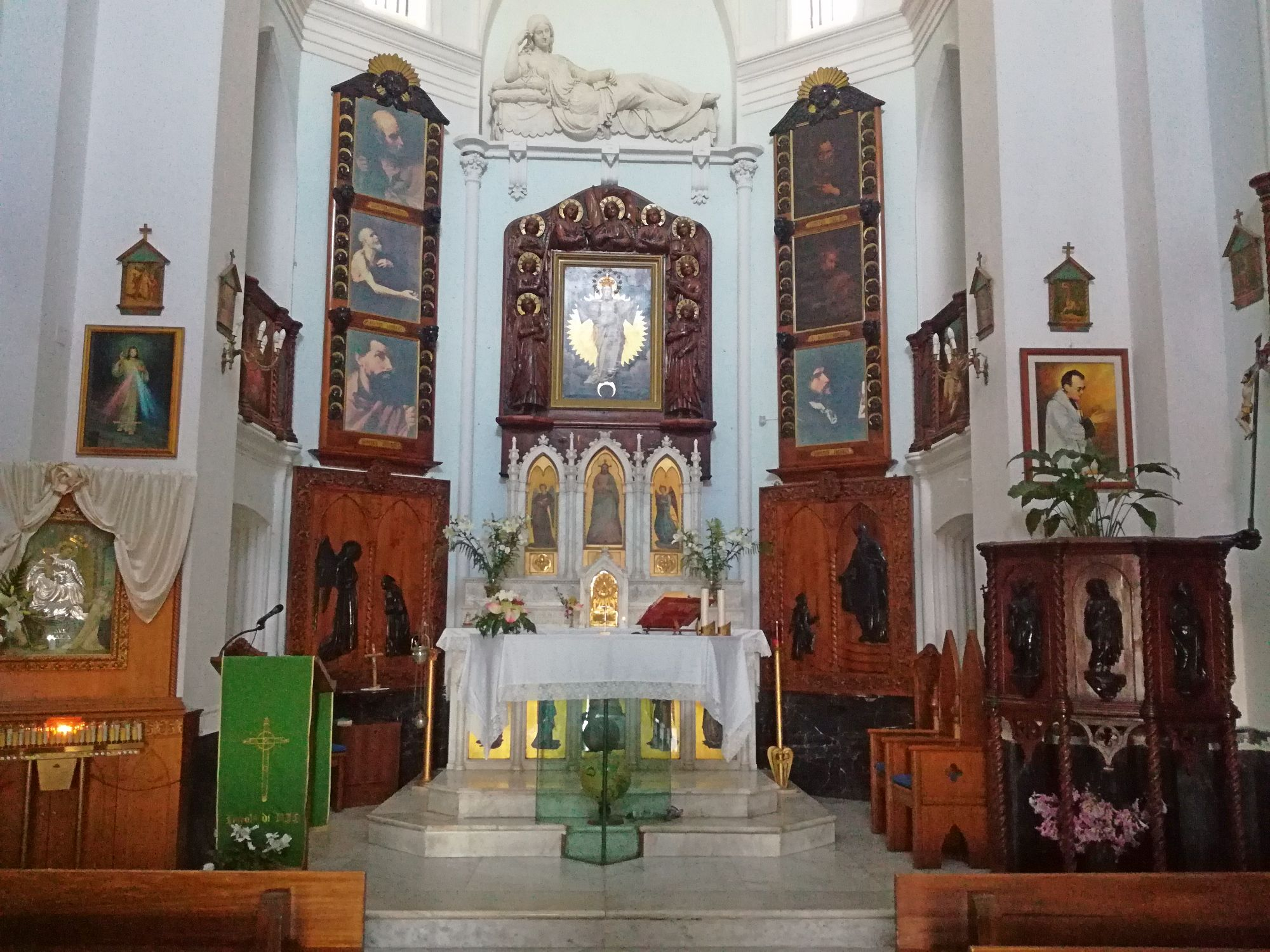
Intérieur.

L'église Santa Maria Assunta di Bellavista est une église de Naples dédiée à l'Assomption située sur la colline du Pausilippe. C'est un point de référence de l'architecture napolitaine du XIXe siècle.

## Histoire et description
L'église est bâtie en 1860 sur les fonds de la famille Capece Minutolo, et en particulier les deux sœurs Clotilde et Adélaïde, nées princesses de Canosa. On remarque à l'intérieur un orgue du XVIIIe siècle, des statues de bois et des tableaux de l'école caravagesque.
Elle est élevée en église paroissiale en 1932 et affectée aux Pères vocationnistes qui la régissent toujours.

## Source de la traduction
- (it) Cet article est partiellement ou en totalité issu de l’article de Wikipédia en italien intitulé « Chiesa di Santa Maria di Bellavista » (voir la liste des auteurs).